# Ambassade de France au Cambodge
L'ambassade de France au Cambodge est la représentation diplomatique de la République française auprès du royaume du Cambodge. Elle est située à Phnom Penh, la capitale du pays, et son ambassadeur est, depuis le 10 juillet 2025, Olivier Richard.

## Ambassade
L'ambassade est située à Phnom Penh. Elle accueille aussi une section consulaire.

## Ambassadeurs de France au Cambodge
| De   | À    | Ambassadeur                           |
| ---- | ---- | ------------------------------------- |
| 1956 | 1961 | Pierre Gorce                          |
| 1961 | 1964 | Jean de Beausse (d)                   |
| 1964 | 1968 | Hubert Argod                          |
| 1968 | 1971 | Louis Dauge                           |
| 1971 | 1973 | Gérard Serre (chargé d'affaires a.i.) |
| 1973 | 1975 | Albert Pavec (chargé d'affaires a.i.) |
| 1975 | 1991 | Pas de représentation diplomatique    |
| 1991 | 1994 | Philippe Coste                        |
| 1994 | 1998 | Gildas Le Lidec                       |
| 1998 | 2003 | André-Jean Libourel                   |
| 2003 | 2007 | Yvon Roé d'Albert (d)                 |
| 2007 | 2010 | Jean-François Desmazières (d)         |
| 2010 | 2012 | Christian Connan (d)                  |
| 2012 | 2014 | Serge Mostura (d)                     |
| 2014 | 2017 | Jean-Claude Poimbœuf (d)              |
| 2017 | 2021 | Eva Nguyen Binh                       |
| 2021 | 2025 | Jacques Pellet (d),                   |
| 2025 | auj. | Olivier Richard                       |

## Consulats
Outre la section consulaire à l'ambassade de Phnom Penh, il existe deux consuls honoraires basés à :
- Siem Reap
- Sihanoukville

### Communauté française
Au 31 décembre 2016, 4 880 Français sont inscrits sur les registres consulaires. La communauté française, première occidentale du Cambodge, est d'implantation récente, faisant suite à l'ouverture du pays en 1992. Elle est principalement localisée à Phnom Penh, Battambang et Siem Reap.
| 2001  | 2002  | 2003  | 2004  |
| ----- | ----- | ----- | ----- |
| 1 689 | 1 976 | 2 224 | 2 465 |

| 2005  | 2006  | 2007  | 2008  |
| ----- | ----- | ----- | ----- |
| 2 323 | 2 626 | 2 785 | 3 053 |

| 2009  | 2010  | 2011  | 2012  |
| ----- | ----- | ----- | ----- |
| 3 131 | 3 436 | 3 897 | 4 181 |

| 2013  | 2014  | 2015  | 2016  |
| ----- | ----- | ----- | ----- |
| 4 530 | 4 661 | 4 731 | 4 880 |

| 2020  | 2021  | 2022  | 2023  |
| ----- | ----- | ----- | ----- |
| 5 070 | 4 945 | 4 975 | 4 967 |

### Circonscriptions électorales
Depuis la loi du 22 juillet 2013 réformant la représentation des Français établis hors de France avec la mise en place de conseils consulaires au sein des missions diplomatiques, les ressortissants français du Cambodge élisent pour six ans trois conseillers consulaires. Ces derniers ont trois rôles : 
1. ils sont des élus de proximité pour les Français de l'étranger ;
2. ils appartiennent à l'une des quinze circonscriptions qui élisent en leur sein les membres de l'Assemblée des Français de l'étranger ;
3. ils intègrent le collège électoral qui élit les sénateurs représentant les Français établis hors de France.

Pour l'élection à l'Assemblée des Français de l'étranger, le Cambodge appartenait jusqu'en 2014 à la circonscription électorale de Bangkok, comprenant aussi la Birmanie, le Brunei, l'Indonésie, le Laos, la Malaisie, les Palaos, les Philippines, Singapour, la Thaïlande, le Timor oriental et le Viêt Nam, et désignant trois sièges. Le Cambodge appartient désormais à la circonscription électorale « Asie-Océanie » dont le chef-lieu est Hong Kong et qui désigne neuf de ses 59 conseillers consulaires pour siéger parmi les 90 membres de l'Assemblée des Français de l'étranger.
Pour l'élection des députés des Français de l’étranger, le Cambodge dépend de la 11e circonscription.